# Parafia św. Michała Archanioła w Giebułtowie
Parafia św. Michała Archanioła w Giebułtowie – parafia rzymskokatolicka w dekanacie Gryfów Śląski w diecezji legnickiej.  Jej proboszczem jest ks. Krzysztof Lewicki. Erygowana w 1972.